# Henryk von Logau
Henryk von Logau (Henryk z Łagowa, niem. Heinrich von Logau) – najmłodszy syn Mateusza von Logaua, kanclerza nyskiego księstwa biskupiego, brat biskupa wrocławskiego Kaspara von Logaua. Dzierżył dobra niemodlińskie krótko, bo od śmierci ojca w 1567 do 1568, kiedy to wygasła zawarta przez jego ojca umowa zastawu z cesarzem.